# Lijst van Dicroglossidae
Onderstaand een lijst van alle soorten kikkers uit de familie Dicroglossidae. De lijst is gebaseerd op Amphibian Species of the World.
- Soort Allopaa barmoachensis
- Soort Allopaa hazarensis
- Soort Chrysopaa sternosignata
- Soort Euphlyctis aloysii
- Soort Euphlyctis cyanophlyctis
- Soort Euphlyctis ehrenbergii
- Soort Euphlyctis ghoshi
- Soort Euphlyctis hexadactylus
- Soort Euphlyctis kalasgramensis
- Soort Euphlyctis mudigere
- Soort Fejervarya andamanensis
- Soort Fejervarya asmati
- Soort Fejervarya brevipalmata
- Soort Fejervarya cancrivora
- Soort Fejervarya caperata
- Soort Fejervarya chilapata
- Soort Fejervarya dhaka
- Soort Fejervarya gomantaki
- Soort Fejervarya granosa
- Soort Fejervarya greenii
- Soort Fejervarya iskandari
- Soort Fejervarya kawamurai
- Soort Fejervarya keralensis
- Soort Fejervarya kirtisinghei
- Soort Fejervarya kudremukhensis
- Soort Fejervarya limnocharis
- Soort Fejervarya modesta
- Soort Fejervarya moodiei
- Soort Fejervarya mudduraja
- Soort Fejervarya multistriata
- Soort Fejervarya murthii
- Soort Fejervarya mysorensis
- Soort Fejervarya nepalensis
- Soort Fejervarya nicobariensis
- Soort Fejervarya nilagirica
- Soort Fejervarya orissaensis
- Soort Fejervarya parambikulamana
- Soort Fejervarya pierrei
- Soort Fejervarya pulla
- Soort Fejervarya rufescens
- Soort Fejervarya sahyadris
- Soort Fejervarya sakishimensis
- Soort Fejervarya sauriceps
- Soort Fejervarya schlueteri
- Soort Fejervarya sengupti
- Soort Fejervarya syhadrensis
- Soort Fejervarya teraiensis
- Soort Fejervarya triora
- Soort Fejervarya verruculosa
- Soort Fejervarya vittigera
- Soort Hoplobatrachus crassus
- Soort Hoplobatrachus litoralis
- Soort Hoplobatrachus occipitalis
- Soort Hoplobatrachus rugulosus
- Soort Hoplobatrachus tigerinus
- Soort Ingerana borealis
- Soort Ingerana charlesdarwini
- Soort Ingerana reticulata
- Soort Ingerana tenasserimensis
- Soort Limnonectes acanthi
- Soort Limnonectes arathooni
- Soort Limnonectes asperatus
- Soort Limnonectes bannaensis
- Soort Limnonectes blythii
- Soort Limnonectes cintalubang
- Soort Limnonectes dabanus
- Soort Limnonectes dammermani
- Soort Limnonectes deinodon
- Soort Limnonectes diuatus
- Soort Limnonectes doriae
- Soort Limnonectes ferneri
- Soort Limnonectes finchi
- Soort Limnonectes fragilis
- Soort Limnonectes fujianensis
- Soort Limnonectes grunniens
- Soort Limnonectes gyldenstolpei
- Soort Limnonectes hascheanus
- Soort Limnonectes heinrichi
- Soort Limnonectes hikidai
- Soort Limnonectes ibanorum
- Soort Limnonectes ingeri
- Soort Limnonectes isanensis
- Soort Limnonectes jarujini
- Soort Limnonectes kadarsani
- Soort Limnonectes kenepaiensis
- Soort Limnonectes khammonensis
- Soort Limnonectes khasianus
- Soort Limnonectes kohchangae
- Soort Limnonectes kuhlii
- Soort Limnonectes larvaepartus
- Soort Limnonectes lauhachindai
- Soort Limnonectes leporinus
- Soort Limnonectes leytensis
- Soort Limnonectes limborgi
- Soort Limnonectes liui
- Soort Limnonectes longchuanensis
- Soort Limnonectes macrocephalus
- Soort Limnonectes macrodon
- Soort Limnonectes macrognathus
- Soort Limnonectes magnus
- Soort Limnonectes malesianus
- Soort Limnonectes mawlyndipi
- Soort Limnonectes megastomias
- Soort Limnonectes micrixalus
- Soort Limnonectes microdiscus
- Soort Limnonectes microtympanum
- Soort Limnonectes modestus
- Soort Limnonectes namiyei
- Soort Limnonectes nguyenorum
- Soort Limnonectes nitidus
- Soort Limnonectes palavanensis
- Soort Limnonectes paramacrodon
- Soort Limnonectes parvus
- Soort Limnonectes plicatellus
- Soort Limnonectes poilani
- Soort Limnonectes rhacodus
- Soort Limnonectes selatan
- Soort Limnonectes shompenorum
- Soort Limnonectes sinuatodorsalis
- Soort Limnonectes sisikdagu
- Soort Limnonectes taylori
- Soort Limnonectes timorensis
- Soort Limnonectes tweediei
- Soort Limnonectes utara
- Soort Limnonectes visayanus
- Soort Limnonectes woodworthi
- Soort Nannophrys ceylonensis
- Soort Nannophrys guentheri
- Soort Nannophrys marmorata
- Soort Nannophrys naeyakai
- Soort Nanorana aenea
- Soort Nanorana annandalii
- Soort Nanorana arnoldi
- Soort Nanorana blanfordii
- Soort Nanorana bourreti
- Soort Nanorana chayuensis
- Soort Nanorana conaensis
- Soort Nanorana ercepeae
- Soort Nanorana feae
- Soort Nanorana gammii
- Soort Nanorana kangxianensis
- Soort Nanorana liebigii
- Soort Nanorana maculosa
- Soort Nanorana medogensis
- Soort Nanorana minica
- Soort Nanorana mokokchungensis
- Soort Nanorana parkeri
- Soort Nanorana pleskei
- Soort Nanorana polunini
- Soort Nanorana quadranus
- Soort Nanorana rarica
- Soort Nanorana rostandi
- Soort Nanorana sichuanensis
- Soort Nanorana taihangnica
- Soort Nanorana unculuanus
- Soort Nanorana ventripunctata
- Soort Nanorana vicina
- Soort Nanorana yunnanensis
- Soort Ombrana sikimensis
- Soort Quasipaa acanthophora
- Soort Quasipaa boulengeri
- Soort Quasipaa courtoisi
- Soort Quasipaa delacouri
- Soort Quasipaa exilispinosa
- Soort Quasipaa fasciculispina
- Soort Quasipaa jiulongensis
- Soort Quasipaa shini
- Soort Quasipaa spinosa
- Soort Quasipaa verrucospinosa
- Soort Quasipaa yei
- Soort Sphaerotheca breviceps
- Soort Sphaerotheca dobsonii
- Soort Sphaerotheca leucorhynchus
- Soort Sphaerotheca rolandae
- Soort Sphaerotheca strachani